# Nausinoe pueritia
Nausinoe pueritia là một loài bướm đêm trong họ Crambidae.